# پاشنکی
پاشنکی (به لهستانی:  Paszenki) یک روستا در لهستان است که در گمینا یابوونگ واقع شده‌است.